# Джампстайл
Джампстайл (англ. Jumpstyle от англ. jump — прыжок) — танцевальный стиль. Танцы проходят под энергичную электронную музыку, каждый танцор на свой манер и в ритм музыки совершает движения, похожие на прыжки, за это стиль и получил своё название. Если танцоров несколько, они не должны прикасаться к партнеру.

## История
Джампстайл — это не только стиль музыки, также это и стиль танца, зародившийся в Бельгии в 1997 году. Это модное движение подхватили посетители нидерландских и бельгийских клубов, слушателей тяжёлой электронной музыки, сначала габберы, а позднее и просто молодёжь с улицы. Скоро появились первые популярные танцоры, такие как Patrick Jumpen, снявший серию очень популярных обучающих видео, по которым начинали учиться джампстайлеры Европы и мира. Постепенно танец джампстайл распространился по всей Европе, появились танцоры, которые поднимали джампстайл в своей стране на новый уровень.
В России джампстайл появился приблизительно в 2006 году с созданием первых групп в социальных сетях. Корни российского джампстайла появились в Мурманске: организатор Onton Erin одного из крупных на то время портала 51Clubber.ru и популярного джампстайл-танцора Alex Beenzoll. Танцовщики контактировали на первом JumpStyle-сайте. Позднее появились другие порталы, на которых в специальных разделах каждый желающий мог скачать музыку, обучающие видео и познакомиться с другими танцорами данного стиля, а также организующие первые встречи джампстайлеров по всей России. Популярным в России и ближнем зарубежье является портал JumpStylers.Ru. Активистами портала были сняты первые видео по подстилям танца: HardJump, SideJump, FreeStyle, ныне являющимися самыми популярными в Европе.
30 июня 2008 года в Санкт-Петербурге состоялась первая Всероссийская встреча джамперов. В начале осени 2008 года сайтом jumpstylers.ru была организована «Первая Всероссийская JumpStyle-лига», а впоследствии другие JumpStyle-лиги. Российские джампстайлеры успешно выступают как в Европе, так и во всём мире.
В 2022—2023 Джампстайл снова стал популярным в основном благодаря такому исполнителю как Yabujin и его треки завирусились вместе с джампом в Тиктоке.

## Стили танцев
- OldSchoolJump — использование своеобразной базы, называемой OldSchoolBasic, состоящей из пяти движений, а также использование разнообразных простых связок из FreeStyle.
- FreeStyle — используются большое количество трюков, разнообразные виды базы (HardJump-, FrenchTek-, Oldschool- basic).
- RealHardJump — упор в этом виде танца ставится на HardJumpBasic (базу HardJump’а), трюки имеют второстепенное значение.
- SideJump — также, как и в FreeStyle, но здесь можно использовать своеобразные элементы, которые запрещены в FreeStyle, к примеру Wheel (вращение ногой в колене при различных разворотах).
- StarStyle — очень похож на TekStyle, но движения в танце более плавные.
- TekStyle — направление, непохожее на другие виды джампстайла. Танец отличается тем, что танцор часто использует ломаные движения и может касаться руками своих ног. Танец перенял некоторые элементы из Hip-Hop’а, присутствуют элементы «нижнего» Break-Dance. Стиль танцуют под музыку French-Tek.
- OwnStyle (англ. «свой стиль») — самый большой и неограниченный набор движений
- DuoJump — парный синхронный танец.
- TrioJump — те же правила, что и в Duojump, но уже на трех танцоров.
- GroupJump — также от всех танцоров, участвующих в группе требуется синхронность действий. Танцуется в группе больше 4-х человек.[5]

## Музыка
Музыка, сопровождающая джампстайл, является сложным симбиозом многих направлении и жанров: хард хауса, транса, техно, индастриала и др. Её темп обычно колеблется между 135 и 150 BPM. Используется меньше семплов, чем в хардстайле или хардтрансе. Во Франции зародилось своё направление джампстайла — Френчтек (от англ. Frenchtek). В этом направлении ритм, как правило, чуть больше средней скорости остального Джампстайла. Также в мелодической части уклон делается в сторону индустриальных, шумовых семплов, из которых, как правило, и состоит мелодия. Характерная дисторшированная бочка (либо, как в техно, приглушенная, либо с характерным дисторшированным призвуком). Харджамп (или же тяжелый джампстайл) в силу своей скорости и ударности сильно схож с хардстайлом. Бельгийский джампстайл (или олдскул джамп) считается «классикой» джампстайла.

## Yabujincore
Ябуджинкор (англ. Yabujin Core от англ. core) — визуальные составляющие в современном джампстайле. Свои истоки берет от литовского музыкального исполнителя Yabujin. В сообществе джампстайла и фанатском сообществе Yabujin-а ведутся споры по поводу этого термина, но практически большинству сообщества джампстайлеров не нравится термин «Yabujincore», называя творчество новых джампстайл-исполнителей «джампстайлом» или «хардстайлом» .Yabujin в своих работах использует элементы культуры 2000-х, музыку, мемы тех годов. В середине 2022 года музыка Yabujin-а стала популярной в Тиктоке, где и появилось название «Yabujincore».
В творчестве Yabujinа, и вообще в современном джампстайле, используются такие визуальные и графические приёмы, как:
- Русскоязычные мемы 00-х, ранних 10-х годов
- Различные звуки, не подходящие музыкальной композиции: крики, смех, аудио-эффекты
- Китайский, арабский, японский текст, текст на выдуманном языке
- Вставки в видео-ряд шок контента : фетиш-маски, жуткие лица. Такие приёмы не должны пугать, но придавать работе ощущение менее модерируемого интернета тех лет.
- Виньетки, Рамки, Вращающийся значок jumping is not a crime.

## Известные музыканты
- Мировые:
- Italobrothers («Stamp on the ground[англ.]»)
- Teodor DJ’s
- Technoboy («Angel Heart (Hardstyle)»
- Stylemasterz
- Headhunterz
- Hardstyle Mafia
- Brennan Heart («One Master Blade)»
- Zatox
- Yabujin
- Romanceplanet
- Russian Village Boys
- СНГ:
- Dayerteq
- 5mewmet
- DJ Trippie FlamboyFlameboy
- STAKILLAZ